# باربارا آکلین
باربارا آکلین (انگلیسی: Barbara Jean Acklin؛ ۲۸ فوریهٔ ۱۹۴۳ – ۲۷ نوامبر ۱۹۹۸) یک خواننده اهل ایالات متحده آمریکا بود.